# حقي (اسم)
حقي هو اسم علم مذكر من أصل عربي، ومعناه هو نسبة إلى الحق، وهوالمعروف بأداء الحقوق وإحقاقها.

## شخصيات تحمل الاسم
- حقي آلتون بزر (1880 – 1946)
- حقي الشبلي (ممثل عراقي، 1913 – 1985)
- حقي العظم (سياسي سوري، 1864 – 1955)
- حقي توفيق المفتي (ضابط عسكري ومحامي ووزير عراقي، 1912 – 2004)
- حقي كويلو (سياسي تركي، 1948 – )

## وصلات خارجية
- موسوعة السلطان قابوس لأسماء العرب نسخة محفوظة 5 أبريل 2019 على موقع واي باك مشين.